# Svavelvingad parakit
Svavelvingad parakit (Pyrrhura hoffmanni) är en fågel i familjen västpapegojor inom ordningen papegojfåglar.

## Utseende och läte
Svavelvingad parakit är en medelstor grön papegoja med lång och spetsig stjärt. Den är mest distinkt i flykten när vingarna ser mestadels lysande gula ut. På sittande fågel syns en isolerad röd kindfläck, helt unikt bland papegojorna i dess utbredningsområde. Lätena är ljusa och gnissliga.

## Utbredning och systematik
Svavelvingad parakit förekommer i Centralamerika. Den delas in i två underarter med följande utbredning:
- Pyrrhura hoffmanni hoffmanni – förekommer i höglänta områden i södra Costa Rica
- Pyrrhura hoffmanni gaudens – förekommer i bergstrakter i västra Panama och på karibiska sluttningen i Bocas del Toro

## Levnadssätt
Svavelvingad parakit hittas i skogar och skogsbryn. Den ses i små flockar.

## Status
Svavelvingad parakit har ett begränsat utbredningsområde och populationen är relativt litet, uppskattad till mellan 20 000 och 50 000 vuxna individer. Beståndsutvecklingen tros dock vara stabil. Internationella naturvårdsunionen IUCN kategoriserar arten som livskraftig.

## Namn
Fågelns vetenskapliga artnamn hedrar Dr Carl Hoffmann (1823-1859), tysk upptäcktsresande, naturforskare och samlare verksam i Costa Rica 1854-1859. Fram tills nyligen kallades den även hoffmannparakit på svenska, men justerades 2022 till ett enklare och mer informativt namn av BirdLife Sveriges taxonomikommitté.